# Matías de Irigoyen
Matías de Irigoyen, nacido como Matías Miguel de Irigoyen de la Quintana Riglos (Buenos Aires, Virreinato del Río de la Plata, 25 de febrero de 1781 - Buenos Aires, Confederación Argentina, 20 de septiembre de 1839) fue un militar, político y funcionario argentino que participó en la Revolución de Mayo de 1810, la cual separara de hecho a las Provincias Unidas del Río de la Plata del Imperio español, y en la Guerra de Independencia de la Argentina. Ocupó brevemente cargos gubernamentales como ser tercer triunviro nominal, gobernador intendente y gobernador de la provincia de Buenos Aires en ejercicio del Poder Ejecutivo Nacional.

## Biografía

### Origen familiar y primeros años
En su niñez viajó a España, pudiendo así intervenir en la campaña de la Batalla de Trafalgar, en 1805. Regresó a Buenos Aires en 1809 y formó parte de la Revolución de Mayo. Fue el primer embajador nombrado por el gobierno de la Revolución en Europa; tras pasar por Río de Janeiro, donde se entrevistó con el embajador británico, Lord Strangford, siguió a Londres, donde tuvo un éxito relativo en sus gestiones. Regresó pronto a Buenos Aires.
Cuando el 2 de marzo de 1812 fue creado el Regimiento de Artillería de la Patria, Matías de Irigoyen era sargento mayor del mismo. Participó en la Segunda Expedición Libertadora de la Banda Oriental al frente de la división de artillería.

### Efímero tercer triunviro con San Martín y Sarratea
Entre el 18 y el 20 de abril de 1815 integró, junto a José de San Martín y Manuel de Sarratea, el efímero Tercer Triunvirato, luego del derrocamiento del director supremo Carlos María de Alvear.
Sin embargo, el nombramiento de Ignacio Álvarez Thomas como Director Supremo acabó con este Triunvirato.
En julio de 1816 formó junto con Antonio de Escalada —suegro de José de San Martín— la Comisión Superior Gubernativa, hasta la llegada del director supremo nombrado por el Congreso de Tucumán, Juan Martín de Pueyrredón.

### Gobernador intendente durante el Directorio rioplatense
Entre 1817 a 1820 ocupó el cargo de ministro de Guerra y Marina de las Provincias Unidas del Río de la Plata, durante los gobiernos de Juan Martín de Pueyrredón, José Rondeau y Juan Pedro Aguirre. Luego de la Batalla de Cepeda en febrero de 1820, fue nombrado gobernador intendente de Buenos Aires desde el día 9 de febrero hasta el 11 del corriente.

## Gobernador interino de la provincia de Buenos Aires

### Autonomías provinciales rioplatenses
Tras la disolución del Directorio y la formación de estados provinciales, Irigoyen fue elegido gobernador provisorio de la nueva provincia de Buenos Aires hasta la asunción de Manuel de Sarratea, entre el 11 y 18 de febrero de 1820.
El 9 de marzo del mismo año, durante la ausencia del gobernador Juan Ramón Balcarce, el doctor Miguel Mariano de Villegas lo dejó encargado como delegado para la defensa interior, eligiendo al mismo tiempo un tribunal de vigilancia.

### Fallecimiento
Fallecería en la ciudad de Buenos Aires, capital de la entonces Confederación Argentina, en el año 1839.